# La Zaïroise
La Zaïroise (tiếng Việt: Người Zaire) là quốc ca của Zaire, sử dụng từ năm 1971 đến năm 1997. Nó được sáng tác bởi Joseph Lutumba và phổ nhạc bởi Simon-Pierre Boka Di Mpasi Londi.
Từ năm 2014, nó bị sử dụng bất hợp pháp bởi vi quốc gia Molossia tại Nevada, Hoa Kỳ.

## Lời
| Tiếng Pháp | Tiếng Kikongo | Tiếng Lingala |
| --- | --- | --- |
| Zaïrois dans la paix retrouvée, Peuple uni, nous sommes Zaïrois En avant fier et plein de dignité Peuple grand, peuple libre à jamais Tricolore, enflamme nous du feu sacré Pour bâtir notre pays toujours plus beau Autour d'un fleuve Majesté (2×) Tricolore au vent, ravive l'idéal Qui nous relie aux aïeux, à nos enfants Paix, justice et travail. (2×) | Beto besi Nzadi, tu vutukidi mu luvuvamu, Nkangu wa simbana, tu besi Nzadi Ku ntuala, ye lendo yo luzitu Nkangu wabidi, nkangu muna kimpwanza kia mvu ke mvu Se bitatu, ututula tiya tua n'longo Mu tunga nsi ya ntoko vioka mu nsungi ya luta Muna ziunga kia nzadi ya nene (2x) Se bitatu mu tembua, i tu vutudi mu ngindu za biza Zi tu bundakese ye bankaka yo bana beto Luvuvamu, un'songi, ye salu. (2x) | Bǎna mbóka Zaïre na kímyá tozalí Na lisangá lya bǎna mbóka, tozali bǎna mbóka Zaïre Na libóso, lolέndɔ mpé totónda na limεmya Bingambé bato, bato ba nsɔ́mi ya libélá Mikóbo mísáto, pelisa bísó na mɔ̂tɔ mwa lotómo Mpɔ̂ totónga ekólo na bísó kitɔ́kɔ ntángo ínsɔ Na nzínganzínga ya ebalé monɛnɛ (2x) Mikóbo mísáto na mopɛpɛ, lamusa iye isengeli izala Iye isangisi bísó na bankɔ́kɔ mpé na bǎna ba bísó Bobóto, Bosémbo mpé Mosálá (2x) |

### Dịch sang tiếng Việt
Người Zaire, sống trong hòa bình,
Được thống nhất, chúng ta là người Zaire;
Tiến về phía trước, tự hào và trang nghiêm.
Dân tộc vĩ đại, dân tộc tự do mãi mãi.
Lá cờ ba màu, ánh sáng trong chúng ta ngọn lửa thiêng liêng,
Để luôn xây dựng một đất nước tươi đẹp,
Xung quanh dòng sông hùng vĩ;
Xung quanh dòng sông hùng vĩ.
Lá cờ ba màu trong gió, làm sống dậy lý tưởng,
Điều này liên kết chúng ta với tổ tiên và con cái của chúng ta,
Hòa bình, công bằng và lao động;
Hòa bình, công bằng và lao động.